# Vanessa Mark
Vanessa Mark (2 marzo 1996) è una bobbista ed ex multiplista tedesca.

## Biografia
Ha praticato l'atletica leggera a livello regionale e juniores nelle discipline veloci e nelle prove multiple. Ha preso parte a diverse edizioni dei campionati nazionali under 18 e juniores, sia outdoor che indoor e gareggiando in varie specialità, sia prese singolarmente che unite nelle prove multiple.

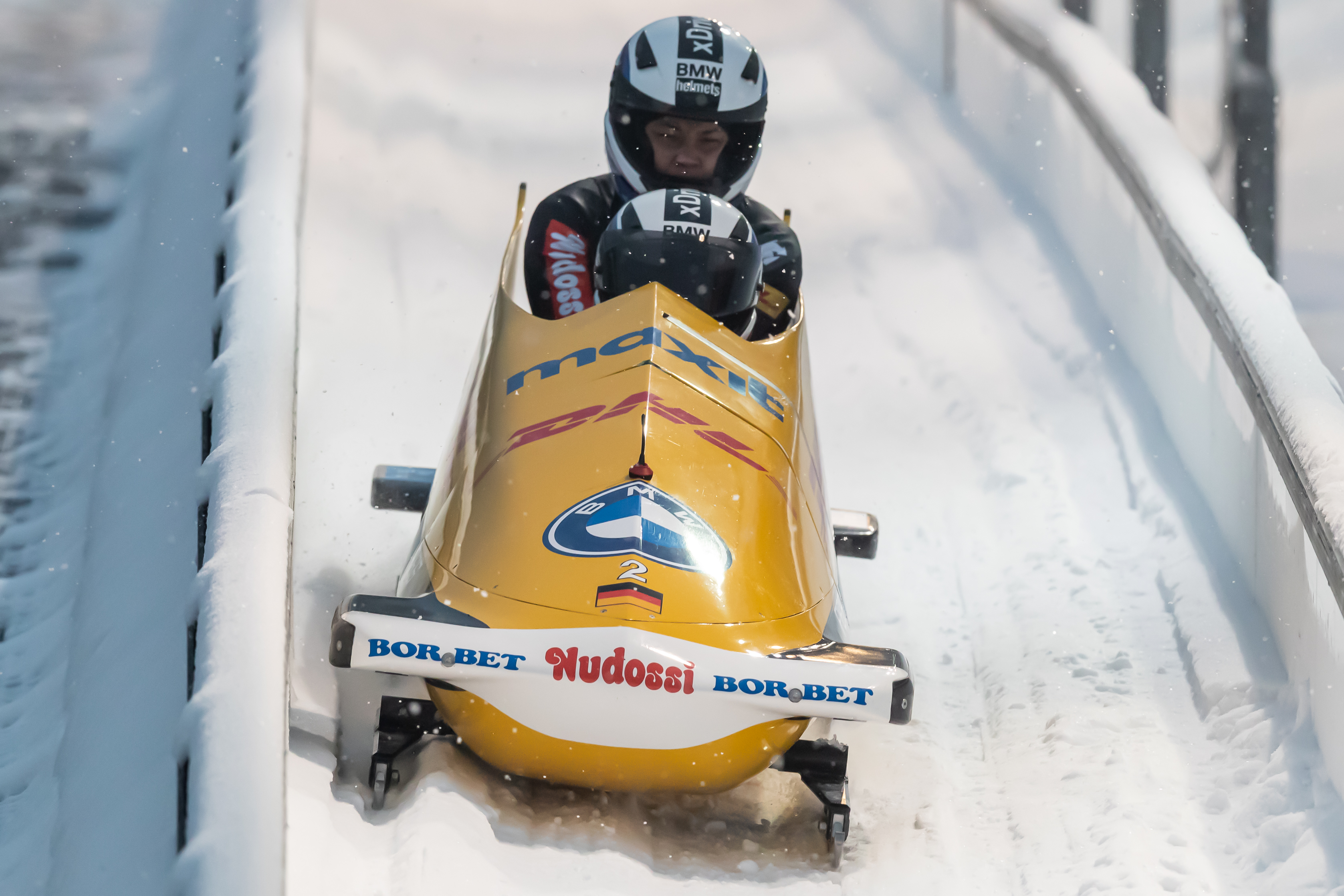
Vanessa Mark (dietro) con Mariama Jamanka in gara ai campionati mondiali di Altenberg 2021

Compete nel bob dal 2015 come frenatrice per la squadra nazionale tedesca, debuttando in Coppa Europa nel gennaio 2016. 
Esordì in Coppa del Mondo nella stagione 2019/20, il 7 dicembre 2019 a Lake Placid, occasione in cui ottenne anche il primo podio, terminando la gara di bob a due al terzo posto in coppia con Kim Kalicki. Vinse la sua prima gara il 21 novembre 2020 a Sigulda, prima tappa della stagione 2020/21, imponendosi nel bob a due con Mariama Jamanka.
Prese parte ai campionati mondiali di Altenberg 2021, piazzandosi al sesto posto nel bob a due in coppia con Mariama Jamanka. 

## Palmarès

### Coppa del Mondo
- 3 podi (tutti nel bob a due):
  - 1 vittoria;
  - 1 secondo posto;
  - 1 terzo posto.

#### Coppa del Mondo - vittorie
| Data             | Luogo   | Paese    | Disciplina                         |
| ---------------- | ------- | -------- | ---------------------------------- |
| 21 novembre 2020 | Sigulda | Lettonia | a due con Mariama Jamanka (pilota) |

### Coppa Europa
- 1 podio (nel bob a due):
  - 1 vittoria.

### Campionati tedeschi
- 1 medaglia:
  - 1 bronzo (bob a due a Schönau am Königssee 2018[1]).